# Du soleil plein les yeux

Du soleil plein les yeux est un film français réalisé par Michel Boisrond sorti en 1970.

## Synopsis
Un jeune médecin visite son père qu'il n'a pas vu depuis son enfance au Maroc. Il découvre que celui-ci s'est remarié et qu'il a un jeune fils.

## Fiche technique
Source principale de la fiche technique :
- Titre : Du soleil plein les yeux
- Titre anglais : Eyes Full of Sun
- Réalisation : Michel Boisrond
- Scénario : Michel Boisrond, Annette Wademant
- Musique : Francis Lai
- Photographie : Jean-Marc Ripert
- Son : Bernard Aubouy
- Montage : Christian Gaudin
- Production : Francis Cosne
- Société de production : Francos Films, Frédérique Films et Mannic Films
- Distribution :  France : Parafrance Films
- Pays :  France
- Format : Couleur (Eastmancolor) - Son : Monophonique - 1,66:1 - Format 35 mm
- Dates de tournage : du 17 novembre à décembre 1969
- Genre : Drame, romance
- Durée : 90 minutes (2 270 mètres)
- Date de sortie : France : 24 avril 1970

## Distribution
- Renaud Verley : Vincent
- Florence Lafuma : Geneviève
- Bernard Le Coq : Bernard, le frère de Vincent
- Janet Ågren : Monika
- Jean Ferniot : le père de Vincent et de Bernard
- Martine Sarcey : la mère de Vincent et de Bernard
- Catherine Sola : Jane